# Rinorea dubia
Rinorea dubia är en violväxtart som beskrevs av De Wild.. Rinorea dubia ingår i släktet Rinorea och familjen violväxter. Inga underarter finns listade i Catalogue of Life.